# Ахамор
Ахамор (англ. Aghamore; ирл. Achadh Mór, «большое поле») — деревня в Ирландии, находится в графстве Литрим (провинция Коннахт) у трассы N4, между Дублином и Слайго.